# Rencontre avec Joe Black
Pour plus de détails, voir Fiche technique et Distribution.
Rencontre avec Joe Black (Meet Joe Black) est un film romantique fantastique américain produit et réalisé par Martin Brest, sorti en 1998. Il reprend le thème du film La mort prend des vacances (Death Takes a Holiday) de Mitchell Leisen (1934).

## Synopsis
Une nuit, le magnat William Parrish ressent une violente douleur tandis qu'une voix surgissant des ténèbres lui annonce sa mort prochaine. À ce moment-là, un jeune inconnu se présente à son domicile pour l'accompagner dans son dernier voyage. Ce messager de l'au-delà impose à Parrish de l’héberger chez lui afin de lui donner l'occasion de partager un temps les expériences, les joies, les émotions et les drames des vivants, qui semblent lui être étrangers. En l'espace de trois jours, Joe Black révèlera toute la famille Parrish à elle-même.

## Fiche technique
- Titre original : Meet Joe Black
- Titre français : Rencontre avec Joe Black
- Réalisation : Martin Brest
- Scénario : Bo Goldman, Ron Osborn, Jeff Reno et Kevin Wade, librement inspiré du film La mort prend des vacances (Death Takes a Holiday) de Mitchell Leisen
- Décors : Dante Ferretti
- Photographie : Emmanuel Lubezki
- Montage : Joe Hutshing et Michael Tronick
- Musique : Thomas Newman
- Production : Martin Brest ; David J. Wally (coproducteur) ; Celia Costas (associé) ; Ronald L. Schwary (exécutif)
- Sociétés de production : City Light Films ; Columbia Pictures et Universal Pictures (coproductions)
- Société de distribution : Universal Pictures
- Budget : 90 000 000 de dollars[1] (estimation)
- Pays d'origine :  États-Unis
- Langue originale : anglais
- Genre : romance fantastique
- Durée : 183 minutes
- Dates de sortie :
  - États-Unis : 2 novembre 1998
  - Belgique, France : 30 décembre 1998
- Tout publics avec avertissement

## Distribution
- Brad Pitt (VF : Jean-Pierre Michaël) : Joe Black / le garçon du café
- Anthony Hopkins (VF : Jean-Pierre Moulin) : William « Bill » Parrish
- Claire Forlani (VF : Françoise Cadol) : Susan Parrish
- Jake Weber (VF : Patrice Baudrier) : Drew
- Marcia Gay Harden (VF : Marie-Martine Bisson) : Allison Parrish
- Jeffrey Tambor (VF : Hervé Caradec) : Quince, le fiancé d'Allison
- David S. Howard (VF : Robert Party) : Eddie Sloane
- Lois Kelly Miller (en) : la femme jamaïcaine
- Marylouise Burke (en) : Lillian
- June Squibb (VF : Monique Martial) : Helen

## Production

### Développement et genèse
Le sujet est inspiré au début des années 1980 à Martin Brest par la pièce de théâtre La morte va in vacanza (« la mort prend des vacances ») d'Alberto Casella. Jouée dans les années 1920, cette pièce avait connu une adaptation cinématographique La mort prend des vacances réalisée par Mitchell Leisen (1934).

### Tournage
La majeure partie du film a été tournée dans New York, dans les quartiers de la Cinquième Avenue, dans un de ses hôpitaux ou à Brooklyn. L'appartement de New York se trouve au sommet de l'hôtel The Pierre. Le triplex de Bill Parrish a été construit à l'intérieur d'un gigantesque bâtiment de la Garde nationale à Brooklyn. Le manoir, qui sert au début et pour la fête finale, est le domaine d'Aldrich Mansion qui se trouve à Warwick Neck sur Rhode Island. Il est baigné par la baie de Narragansett (41° 40′ 53″ N, 71° 22′ 36″ O).

## Accueil
Le film coûta 90 millions $, dont 17 millions pour le cachet de Brad Pitt. Le budget est considéré comme très élevé pour un film romantique, des analystes sont dubitatifs sur la rentabilité. En fait, le tournage prit du retard, ce qui entraîna un surcoût de 30 millions $. L'exploitation fut compliquée en raison de la critique très mitigée et de la durée du film, presque trois heures, que Martin Brest refusa de raccourcir. Au terme de son exploitation en salles sur le territoire américain, le film est un gros échec au box-office avec seulement 44,619,100 $ de recettes, et ce, en dépit d'un nombre important de fans de Star Wars qui payèrent leur place avant tout pour voir la bande-annonce de Star Wars, épisode I : La Menace fantôme, diffusée avant Rencontre avec Joe Black,. Le dirigeant de Universal Pictures, Casey Silver (en), sera licencié à cause des échecs consécutifs de Rencontre avec Joe Black et de Babe, le cochon dans la ville.

### Sorties
Rencontre avec Joe Black est sorti dans les salles le 13 novembre 1998 et a rapporté 15 017 995 de dollars aux États-Unis lors de son premier week-end.

### Box office
Alors que le film a eu un retour décevant au box-office américain de 44 619 100 de dollars, il fait beaucoup mieux à l'étranger. Pour un budget global de 98 321 000 de dollars, le film a rapporté un total mondial de 142 940 100 de dollars.
Le film a fait 729 903 entrées en France.